# Heather Petri
Heather Petri   (Oakland, 13 de juny de 1978) és una jugadora de waterpolo estatunidenca, ja retirada, guanyadora de quatre medalles olímpiques.

## Carrera esportiva
Va participar, als 20 anys, en els Jocs Olímpics d'Estiu de 2000 realitzats a Sydney (Austràlia), on va aconseguir la medalla de plata amb la selecció nord-americana al perdre la final de waterpolo contra la selecció australiana. En els Jocs Olímpics d'Estiu de 2004 realitzats a Atenes (Grècia) aconseguí guanyar la medalla de bronze al guanyar el partit de consolació a la selecció australiana. Va participar en els Jocs Olímpics d'Estiu de 2008 realitzats a Pequín (Xina), on va aconseguir la medalla de plata al perdre la final de waterpolo contra la selecció neerlandesa. En els Jocs Olímpics d'Estiu de 2012 celebrats a Londres (Regne Unit) aconseguí guanyar la medalla d'or en la competició olímpica, esdevenint la jugadora de waterpolo més guardonada en els Jocs juntament amb Brenda Villa.
Al llarg de la seva carrera ha aconseguit quatre medalles en el Campionat del Món de natació, destacant les medalles d'or aconseguides els anys 2003, 2007 i 2009, i tres medalles d'or als Jocs Panamericans.
El 2018 va ser inclosa a l'USA Water Polo Hall of Fame.